# Місія ОБСЄ в Україні щодо Криму (1994)
Місія ОБСЄ в Україні — місія Організації з безпеки і співробітництва в Європі (ОБСЄ), що діяла у 1994—1998 роках для врегулювання кризи між урядом України і органами влади Автономної республіки Крим.
У 1999 році Місія ОБСЄ в Україні завершила свою роботу, виконавши свій мандат. Це стало першим в історії ОБСЄ випадком, коли польова операція ОБСЄ припинила своє існування саме завдяки успішному виконанню покладених на неї завдань.
Координатор проектів ОБСЄ в Україні продовжував працювати у 1999—2009 рр.

## Історія
Місія була відкрита 24.11.1994 згідно з рішенням Постійної Ради ОБСЄ від 15.06.1994 під час кризи відносин між владами України та «Республіки Крим». Місія мала свої офіси в Києві та Сімферополі.